# برگ شبدر

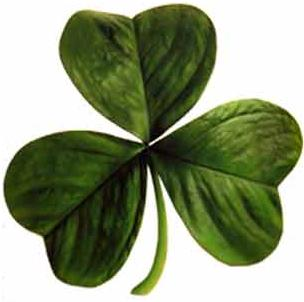
برگ شبدر.

برگ شبدر نماد کشور ایرلند است. گفته می‌شود که سنت پاتریک، قدیس اصلی ایرلند، از برگ شبدر به عنوان نماد مفهوم تثلیث مسیحیت استفاده می‌کرده‌است. در زبان انگلیسی به برگ شبدر Shamrock می‌گویند که از واژه ایرلندی seamróg گرفته شده که به معنی شبدر کوچک است. seamair در ایرلندی به معنای شبدر و seamróg شکل مُصَغَّر آن یعنی همان شبدرک است.
برگ شبدر معمولاً به برگ شبدر سفید یا شبدر شیرخواره اشاره دارد. گاه، برگ‌های گیاهان دیگر سه‌برگه نظیر شبدر قرمز، شبدر ترشک جنگلی، و یونجه سیاه نیز برای این نماد استفاده می‌شود. از برگ شبدر در طب سنتی استفاده می‌شد و شکل آن در نقش‌های دوره ویکتوریا محبوبیت داشت.☘

## نگارخانه

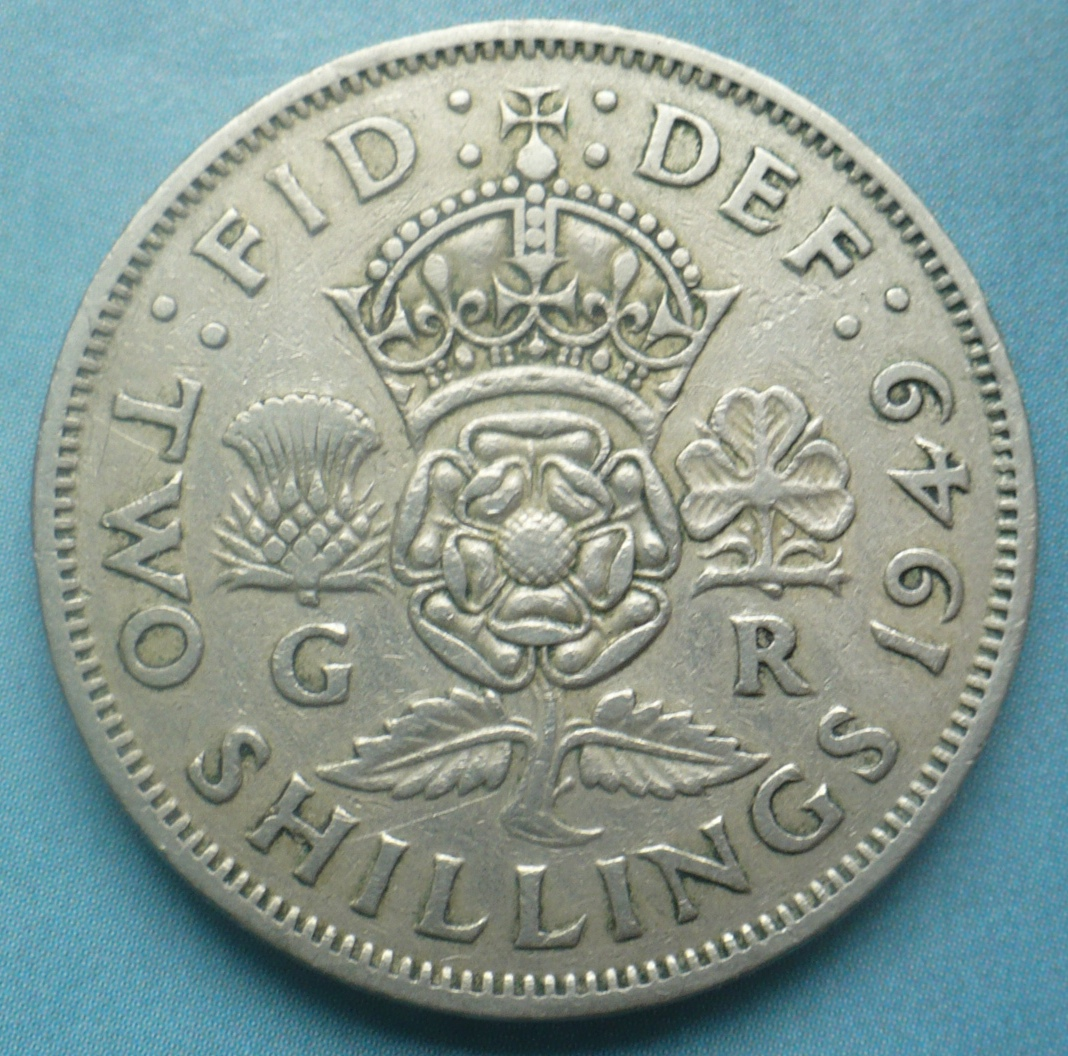
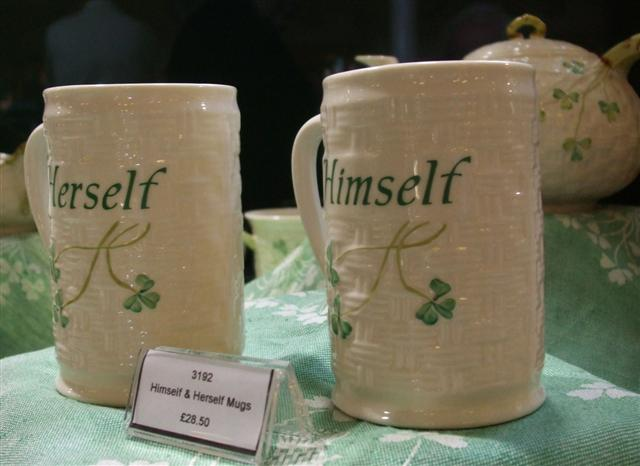
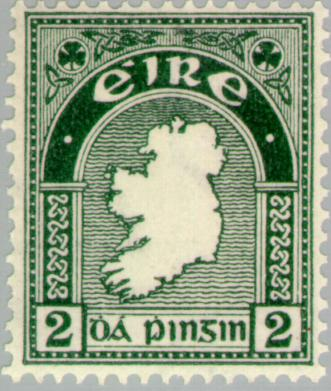